# Castello di Vieste
Das Castello di Vieste ist eine Küstenfestung in der Stadt Vieste in der italienischen Region Apulien. Die massige Konstruktion dominiert die Stadtansicht bereits von Weitem.

## Beschreibung
Die Burg hat einen dreieckigen Grundriss. Ihr Baustoff unterscheidet sich von dem der umliegenden Gebäude und von den Steinen der Umgebung durch seine braune Färbung. Sie erhebt sich überhängend auf den Kalkfelsen mit Blick auf das Meer. Die drei Ecken der Burg (Nord, Ost und West) sind mit charakteristischen, lanzenförmigen Bastionen verstärkt, in denen die älteren, runden Bastionen integriert sind. An der Südseite, im zur Küste hin überhängenden Bereich, erheben sich die Kapelle, einige Wohnräume und eine kleine Bastion aus dem 16. Jahrhundert.

## Geschichte
Die Burg wurde in der zweiten Hälfte des 11. Jahrhunderts unter der Herrschaft der Normannen errichtet. Graf von Vieste war damals Robert Drengot.
Während der venezianischen Überfälle im Zuge des Kampfes zwischen dem Kaiser Friedrich II. und dem Papst im Jahre 1240 wurde sie stark beschädigt. Bald danach ließ Friedrich wiederaufbauen, erweitern und ihre Mauern verstärken. Im 15. und 16. Jahrhundert widerstand das Castello di Vieste türkischen Angriffen und 1646 stürzten bei einem Erdbeben große Teile der Festung ein. Weitere Beschädigungen erlitt sie am 24. Mai 1915, als sie während des Ersten Weltkrieges unmittelbar nach der italienischen Kriegserklärung (23. Mai 1915), die von Österreich schon seit Wochen befürchtet worden war, vom österreichischen Zerstörer Lika beschossen wurde. Anschließend fand eine Seeschlacht zwischen österreichischen und italienischen Kriegsschiffen wenige Meilen vor der Küste statt. Dabei blieb die österreichische Marine siegreich und der italienische Zerstörer Turbine wurde schwer beschädigt.
Heute wird die Burg von der Marina Militare genutzt.